# Roca Remolino
Der Roca Remolino (von spanisch remolino ‚Wirbel‘) ist ein Klippenfelsen im Archipel der Südlichen Shetlandinseln. Er liegt etwa 700 m vor dem Fort William von Robert Island.
Chilenische Wissenschaftler benannten ihn.